# Anca Țurcașiu
Anca Țurcașiu (n. 8 mai 1970, București, România) este o actriță și cântăreață română.
A debutat la 14 ani în filmul De dragul tău, Anca!, în regia Cristianei Nicolae.

## Filmografie
- Miss Litoral (1991)
- La bloc (2002) - Bianca
- Mamaia (2013)